# Maya Boog
Maya Boog (* in Thalwil) ist eine Schweizer Opernsängerin (Sopran).

## Leben
Nach einem Gesangsstudium in Luzern und bei Klesie Kelly an der Musikhochschule Köln war sie 1993–1994 Mitglied des Opernstudios des Opernhauses Zürich. 1994–1997 war sie am Staatstheater Darmstadt engagiert. Von 2001 bis 2009 war sie Mitglied des Ensembles des Theaters Basel. Dort trat sie auch danach wiederholt als Gast auf. In der Fernseh-Live-Produktion von La Bohème im Hochhaus (DRS/ARTE) spielte sie 2009 die Hauptrolle der Mimi.
Boog gastierte u. a. am Grand Théâtre de Genève, an der Staatsoper Prag, der Volksoper Wien, der Komischen Oper Berlin, am Nationaltheater Mannheim, bei den Bregenzer Festspielen und den Schwetzinger Festspielen.
Daneben singt sie häufig in Konzerten und arbeitet regelmässig mit Ensembles, die sich der historischen Aufführungspraxis der Musik des Barock verschrieben haben.
Boog war mit dem Tenor Hans Peter Blochwitz verheiratet.